# シェルマーデ

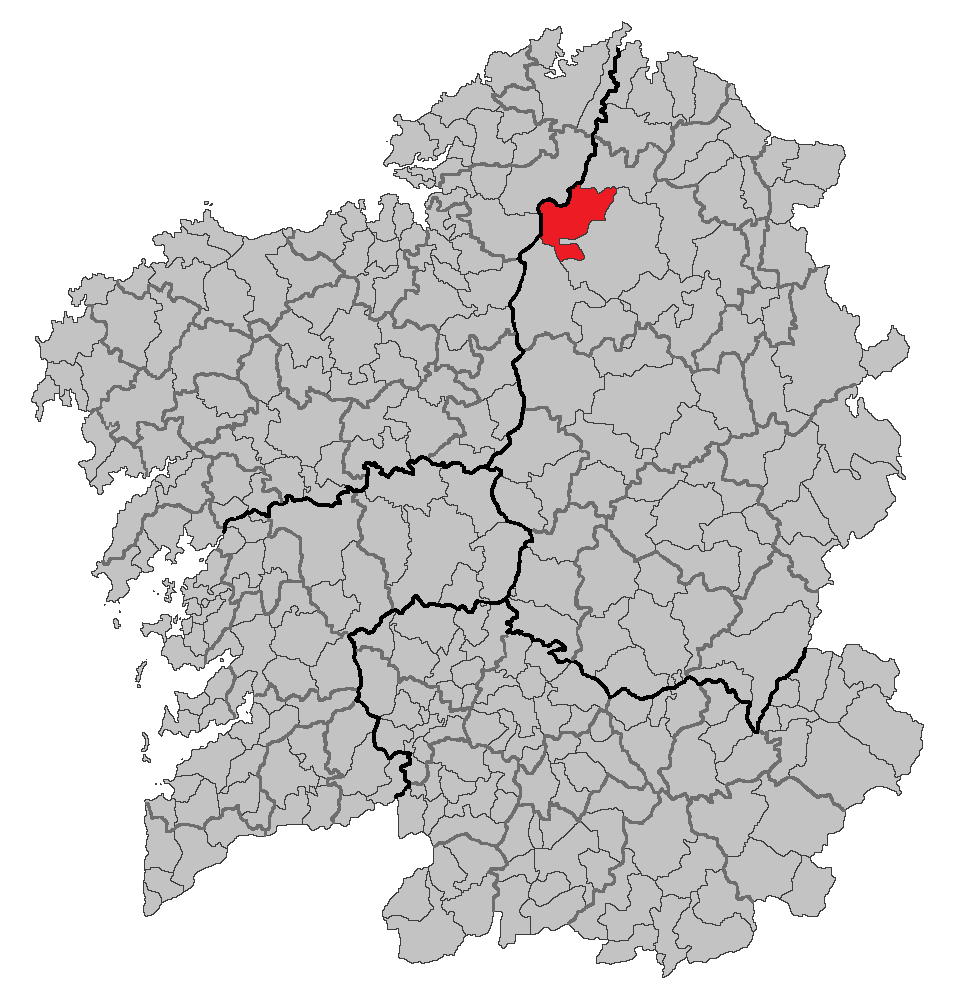

シェルマーデ（Xermade）は、スペイン、ガリシア州、ルーゴ県の自治体。コマルカ・ダ・テーラ・チャに属する。ムーラス、ビラルバ、ギティリス（以上ルーゴ県）とア・コルーニャ県のモンフェーロ、アス・ポンテス・デ・ガルシーア・ロドリゲスの各自治体と境界をなす。スペイン統計局によると、2010年の人口は2,204人（2009年：2,256人、2006年:2,339人、2005年:2,414人、2004年:2,464人、2003年:2,516人）。住民呼称は、xermadés/-esa。カスティーリャ語による表記はGermade（ヘルマーデ）。
ガリシア語話者の自治体人口に占める割合は99.56％（2001年）。

## 地理
シェルマーデはルーゴ県の北西部に位置し、コマルカ・ダ・テーラ・チャに属する。北はアス・ポンテス・デ・ガルシーア・ロドリゲス（ア・コルーニャ県）とムーラスと、東はビラルバと、南はギティリスと、西はモンフェーロ（ア・コルーニャ県）の各自治体と隣接、自治体中心地区はシェルマーデ教区のシェルマーデ地区。

### 人口
住民は10の教区の232の地点に分散して居住している。
| シェルマーデの人口推移 1900－2010                       |
|                                                         |
| 出典:INE（スペイン国立統計局）1900年 - 1991年、1996年 - |

## 政治
自治体首長はガリシア国民党（PPdeG）のトマス・ロドリゲス・アリアス（Tomás Rodríguez Arias）、自治体評議員はガリシア国民党：6、ガリシア社会党（PSdeG-PSOE）：4、ガリシア民族主義ブロック（BNG）：1となっている（2007年の地方選挙の結果、得票順）。

## 教区
シェルマーデは10の教区に分けられる。太字は自治体中心地区のある教区。
- ブルガス（サンタ・バイア）
- カブレイロス（サンタ・マリーニャ）
- カンダミル（サン・ミゲル）
- カサス（サン・シュリアン）
- ロウサーダ（サント・アンドレ）
- ミラス（サン・ペドロ）
- モマン（サン・マメーフェ）
- ピニェイロ（サン・マルティーニョ）
- ロウパール（サン・ペドロ・フィス）
- シェルマーデ（サンタ・マリーア）